# 豎脊肌
豎脊肌（一束肌肉和腱以及其在胸部及頸部的延伸）位於脊椎一側的溝上。
豎脊肌在腰部和胸部由胸腰筋膜所覆蓋，在頸部則由項韌帶所覆蓋。
豎脊肌的肌肉和腱在脊椎的不同部位會有不同的尺度，在薦骨部位是狹窄且點狀的，而在起始的部位則主要是腱的結構。
在腰部，豎脊肌較大，厚且多肉，往上分成三段，直至附著至脊椎骨和肋骨上，豎脊肌的尺度也會隨之漸漸變小。
豎脊肌起始於依附在薦骨內側嵴上寬厚的腱的前表面，至腰部及第十一與第十二段胸椎的棘突；以及由棘突上韌帶至髂嵴內唇的背部及薦骨的薦外側嵴，並在此和薦結節韌帶及後薦髂韌帶相混雜。
豎脊肌的部份肌肉纖維會和臀大肌起始處的纖維相連。
大塊多肉的肌肉纖維會在上腰部分成三段，即外側柱的髂助肌、中柱的最長肌與內側柱的棘肌。
每一段肌肉由下而上可分別再分成三個部份，如下：
| 外側柱   | 中柱     | 內側柱 |
| 髂肋肌   | 最長肌   | 棘肌   |
| 腰髂肋肌 | 背最長肌 | 背棘肌 |
| 背髂肋肌 | 頸最長肌 | 頸棘肌 |
| 頸髂肋肌 | 頭最長肌 | 頭棘肌 |

## 訓練
豎脊肌能使用下列方法加以訓練：
- 硬拉
- 俯身挺背（英语：Good-morning）
- 背部伸展（英语：Hyperextension (exercise)）

## 外部連結
- 解剖學(Anatomy)-肌肉(muscle)-Spinalis(棘肌)（页面存档备份，存于）
- 解剖學(Anatomy)-肌肉(muscle)-Longissimus muscle(最長肌)（页面存档备份，存于）
- 解剖學(Anatomy)-肌肉(muscle)-iliocostalis muscle(髂肋肌)
- eMedicine Dictionary上的erector+spinae+muscles
- ithaca.edu（页面存档备份，存于）

本條目包含來自屬於公共領域版本的《格雷氏解剖學》之內容，而其中有些資訊可能已經過時。